# جورج روجرز كلارك
جورج روجرز كلارك (بالإنجليزية: George Rogers Clark) (19 نوفمبر 1752 - 13 فبراير 1818) عسكري من فيرجينيا، كان أعلى رتبة عسكرية أمريكية في الجبهة الشمالية خلال حرب الاستقلال الأمريكية، كما كان زعيمًا لميليشيا كنتاكي في معظم الحرب. اشتهر كلارك باستيلائه على كاسكاسكيا عام 1778، ومدينة فينسينز عام 1779، والتي أضعفت إلى حد كبير النفوذ البريطاني في شمال غرب الإقليم. بعد أن أرغمت بريطانيا على التخلي عن الإقليم الشمالي الغربي بأسره إلى الولايات المتحدة وفقًا لاتفاقية باريس (1783)، يعتبر الكثيرون جورج كلارك أنه «فاتح الإقليم الشمالي الغربي القديم».
أنجز كلارك كل إنجازاته العسكرية قبل أن يبلغ الثلاثين من العمر. بعد ذلك، قاد كلارك الميليشيا في اشتباكات في الحرب الهندية في الشمال الغربي، إلا أنه اتهم بأنه كان في حالة سكر أثناء الخدمة. وبدلاً من التحقيق في تلك الادعاءات، أُجبر على الاستقالة. رحل جورج كلارك عن كنتاكي للإقامة في إنديانا. أمضى كلارك العقود الأخيرة من حياته في حالة من الفقر والغموض. تعرض كلارك بعد ذلك لفقدان قدمه، وكفله أفراد من عائلته، ومنهم شقيقه الأصغر وليام، أحد قادة حملة لويس وكلارك.

## روابط خارجية
- جورج روجرز كلارك على موقع الموسوعة البريطانية (الإنجليزية)
- جورج روجرز كلارك على موقع إن إن دي بي (الإنجليزية)